# Estreptozocina
La estreptozocina (también llamada streptozotocina, o estreptozotocina), es un medicamento obtenido del hongo Streptomyces achromogenes. Es un antibiótico que tiene propiedades antitumorales, posee una acción citotóxica sobre las células beta del páncreas. Se utiliza en medicina para el tratamiento de determinados tumores del páncreas, como el somatostatinoma causado por proliferación de células delta. También se emplea experimentalmente para provocar artificialmente diabetes mellitus en animales de laboratorio.

## Historia
La streptozotocina es una sustancia de origen natural que fue identificada inicialmente a finales de los años 50 del siglo XX. Se clasificó originalmente como antibiótico.
A mediados de los años 60 del siglo XX se descubrió que la sustancia era tóxica selectivamente para las células beta y otras células de los islotes de Langerhans situados en el páncreas. Debido a ello se comenzó a emplear con resultados satisfactorios para inducir diabetes mellitus en animales de laboratorio.
 En 1970 las investigaciones que utilizaban este fármaco para tratar determinados tumores del páncreas dieron resultado positivo, por lo que en 1982 la Administración de Alimentos y Medicamentos de Estados Unidos (FDA) aprobó su empleo en el tratamiento de tumores de páncreas originados en las células de los Islotes de Langerhans.